# Ким Матула
Кимберли Мари Матула (енгл. Kimberly Marie Matula; Форт Ворт, 23. август 1988) је америчка глумица. Дебитовала је на екрану глумећи злобну девојку у телевизијском филму комедије за тинејџере Queen Sized (2008), а касније је глумила Хоп Логан у дневној сапуници Одважни и лепи од 2010. Матула је касније глумила у другој сезони доживотне хумористичко-драмске серије Нереално, и играла је главне улоге у хумористичној серији Од Лос Анђелеса до Вегаса (2018).

## Живот и каријера
Матула је рођена у Форт Ворту. Студирала је филм на Тексашком универзитету у Арлингтону, али је одустала јер је њена глумачка каријера кренула узлазном путањом.  Након што је глумила у малом хорор филму Savage Spirit (2006), Матула је 2008. глумила у доживотној тинејџерској комедији Queen Sized заједно са Ники Блонски, а следеће године се појавила у епизоди ситкома Како сам упознао вашу мајку. Године 2010. добила је улогу Хоп Логан у дневној сапуници Одважни и лепи.   Матула је 2014. била номинована за дневну награду Еми за најбољу млађу глумицу у драмској серији.  У две последње године, Матулин лик је имао главне приче. У новембру 2014. објављено је да Матула није обновила уговор и да ће напустити серију како би се посветила каријери на телевизији и филму.  
Године 2014, Матула је глумила заједно са Скотом Иствудом у трилеру Патрола зоре.  Године 2016. придружила се глумачкој екипи друге сезоне критично хваљене мрачне хумористичко-драмске серије, Нереално.  Матула је 2018. године имао главну улогу стјуардесе Веронике „Рони“ Месинг у Фокс хумористичној серији Од Лос Анђелеса до Вегаса.   Серија је прекинута након једне сезоне. Следеће године имала је споредну улогу у комично-драмском филму Борба са мојом породицом који је премијерно приказан на филмском фестивалу у Санденсу. Године 2021, Матула је имао понављајућу улогу у Фокс серији 9-1-1: Усамљена звезда и играо је Лауру Инграхам у антологијској серији, Импичмент: Америчка крими прича. Године 2022. појавила се у серији Сексуални животи студенткиња. 

## Филмографија

### Филм
| Година | Наслов                  |
| ------ | ----------------------- |
| 2006   | Savage Spirit           |
| 2010   | Crown thy Good          |
| 2010   | Spilt Milk              |
| 2010   | Cool Wheels             |
| 2013   | Raptor Ranch            |
| 2014   | Broken Strings          |
| 2014   | Dawn Patrol             |
| 2015   | Maybe Someday           |
| 2019   | Fighting with My Family |
| 2022   | Haunted                 |
| ТБА    | Tapawingo               |

### Телевизија
| Година    | Наслов                          |
| --------- | ------------------------------- |
| 2008      | Queen Sized                     |
| 2009      | Како сам упознао вашу мајку     |
| 2010–2016 | Одважни и лепи                  |
| 2011      | The Defenders                   |
| 2014      | Almost Royal                    |
| 2016      | UnReal                          |
| 2017      | Rosewood                        |
| 2017      | Teachers                        |
| 2018      | LA to Vegas                     |
| 2021      | 9-1-1: Lone Star                |
| 2021      | Leverage: Redemption            |
| 2021      | Импичмент: Америчка крими прича |
| 2022      | The Sex Life of College Girls   |
| 2022      | Adam & Eva                      |
| 2022      | Специјализант                   |
| 2022      | Ghost of Christmas Always       |
| 2023      | True Lies                       |
| 2023      | Checkin' it Twice               |